# Uralsko-altajski jezici
Uralsko-altajski jezici jesu velika hipotetska jezična porodica raspršena po velikim područjima Europe i Azije za koju većina lingvista smatra da nije prava genetska porodica, nego su sličnosti njezinih članova rezultat kontakata. Sastoji se od dvije uže porodice: također uglavnom odbačene altajske sa 66 jezika i uralske s 39 jezika.
Altajski jezici (66):
A) mongolski jezici (14 jezika)
a 1) istočni (13), Mongolija, Kina: bonan, burjatski (3 jezika), darhat, daur, dongxiang, halha mongolski, istočni jugurski, kalmik-ojrat, kangjia, monggol, tu.
a 2) zapadni (1). Afganistan: mogholi
B) tunguski jezici (12)
b 1) sjeverni (4), Rusija, Kina: even, evenki, negidal, oroqen.
b 2) južni (8) Rusija, Kina: džurčen, mandžurski, nanai, oroč, orok, udihe, ulč, xibe.
C) turkijski jezici (40)
c 1) Bolgar (1), Rusija: čuvaški
c 2) istočni (7) Kina, Turkmenija, Afganistan, Uzbekistan: ainu, čagatajski, ujgurski, sjevernouzbečki, južnouzbečki, zapadni jugurski ili žutoujgurski.
c 3) sjeverni (8) Rusija: dolganski, hakaski, jakutski, karagaski, sjevernoaltajski, južnoaltajski, šorski, tuvinski.
c 4) južni (11) Iran, Turkmenistan, Afganistan, Uzbekistan, Azerbajdžan, Moldavija, Turska: balkanski gagauski, gagauski, horasanski turski, južnoazerbajdžanski, halački, krimskotatarski, Qashqa'i (kašgajski), salarski, sjevernoazerbajdžanski, turkmenski, turski.
c 5) urum (1): urumski.
c 6) Zapadni: baškirski, čulimski, karaimski, karačajsko-balkarski, karakalpački, kazaški, kirgiski, krimčak, kumički, nogajski, tatarski.
Uralski jezici (39)
A) Finski jezici
a) Baltofinski, Finska, Estonija, Rusija; livonski, estonski, ingrijski, vepsanski, finski, karelski, votski.
b) povolškofinski; mordvinski (erzja i mokša), marijski,
c) permjački (3), Rusija: votjački ili udmurtski, permjački, zirjanski.
d) laponski (6): kemskosaamski, kildinskosaamski, skoltskosaamski, terskosaamski, akkalskosaamski, inarijskosaamski.
B) Ugarski jezici
a) mađarski (1), Mađarska: mađarski
b) obskougarski (2), Rusija: vogulski ili mansijski, ostjački ili hantijski
C) Samojedski: jurački (nenecki), enecki (2 jezika ili dijalekta, pe-bae i somatu), kamasinski, selkupski, nganasanski (tavgijski).

## Vanjske poveznice
- Ural-Altaic languages